# Bongani Zungu
Bongani Zungu (ur. 9 października 1992 w Duduzie) – południowoafrykański piłkarz grający na pozycji ofensywnego pomocnika. Od 2013 jest zawodnikiem klubu Mamelodi Sundowns FC.

## Kariera klubowa
Swoją karierę piłkarską rozpoczął w klubie Dynamos FC. W 2011 roku stał się członkiem pierwszego zespołu i w sezonie 2011/2012 zadebiutował w nim w Mvela League. Latem 2012 przeszedł do University of Pretoria grającego w Premier Soccer League. Swój debiut w nim zaliczył 22 sierpnia 2012 w wygranym 1:0 wyjazdowym meczu z Golden Arrows.
Latem 2013 roku Zungu przeszedł do Mamelodi Sundowns FC. Zadebiutował w nim 4 sierpnia 2013 w wygranym 3:1 wyjazdowym meczu z Bloemfontein Celtic FC. W sezonie 2013/2014 wywalczył mistrzostwo, a w sezonie 2014/2015 – wicemistrzostwo Południowej Afryki. W 2015 roku wygrał też rozgrywki Nedbank Cup. W sezonie 2015/2016 został mistrzem Południowej Afryki.
Latem 2016 Zungu został zawodnikiem portugalskiej Vitórii SC. Swój debiut w niej zaliczył 22 stycznia 2017 w wygranym 2:1 wyjazdowym meczu z SC Braga. W Vitórii grał przez rok.
Latem 2017 Zungu przeszedł do francuskiego klubu Amiens SC. Swój debiut w nim zanotował 9 września 2017 w zwycięskim 1:0 wyjazdowym spotkaniu z RC Strasbourg. W sezonie 2019/2020 spadł z Amiens z Ligue 1 do Ligue 2.
W październiku 2020 Zungu odszedł na wypożyczenie do Rangers. Zadebiutował w nim 8 listopada 2020 w wygranym 8:0 domowym meczu z Hamilton Academical. W sezonie 2020/2021 został mistrzem Szkocji. Latem 2021 wrócił do Amiens i grał w nim przez rok.
W 2022 Zungu ponownie został piłkarzem Mamelodi Sundowns.
| Sezon   | Klub                   | Kraj              | Rozgrywki      | Mecze | Gole |
| ------- | ---------------------- | ----------------- | -------------- | ----- | ---- |
| 2011/12 | Dynamos FC             | Południowa Afryka | Mvela League   | ?     | ?    |
| 2012/13 | University of Pretoria | Południowa Afryka | PSL            | 24    | 7    |
| 2013/14 | Mamelodi Sundowns FC   | Południowa Afryka | PSL            | 22    | 1    |
| 2014/15 | Mamelodi Sundowns FC   | Południowa Afryka | PSL            | 23    | 0    |
| 2015/16 | Mamelodi Sundowns FC   | Południowa Afryka | PSL            | 13    | 0    |
| 2016/17 | Vitória SC             | Portugalia        | Primeira Liga  | 16    | 0    |
| 2017/18 | Vitória SC             | Portugalia        | Primeira Liga  | 3     | 1    |
| 2017/18 | Amiens SC              | Francja           | Ligue 1        | 26    | 1    |
| 2018/19 | Amiens SC              | Francja           | Ligue 1        | 5     | 0    |
| 2019/20 | Amiens SC              | Francja           | Ligue 1        | 21    | 0    |
| 2020/21 | Amiens SC              | Francja           | Ligue 2        | 2     | 0    |
| 2020/21 | Rangers                | Szkocja           | Premier League | 14    | 0    |
| 2021/22 | Amiens SC              | Francja           | Ligue 2        | 13    | 0    |

## Kariera reprezentacyjna
W reprezentacji Południowej Afryki Zungu zadebiutował 17 sierpnia 2013 w wygranym 2:0 domowym meczu z Burkiną Faso. W 2015 roku został powołany do kadry na Puchar Narodów Afryki 2015. Na tym turnieju był rezerwowym i nie rozegrał żadnego meczu.
W 2019 roku Zungu powołano do kadry na Puchar Narodów Afryki 2019. Wystąpił na nim w czterech meczach: grupowych z Namibią (1:0) i z Marokiem (0:1), 1/8 finału z Egiptem (1:0) i w ćwierćfinale z Nigerią (1:2), w którym strzelił gola.